# 前617年
| 千纪： | 前1千纪 |
| 世纪： | 前8世纪 \| 前7世纪 \| 前6世纪 |
| 年代： | 前640年代 \| 前630年代 \| 前620年代 \| 前610年代 \| 前600年代 \| 前590年代 \| 前580年代                                                                                 |
| 年份： | 前622年 \| 前621年 \| 前620年 \| 前619年 \| 前618年 \| 前617年 \| 前616年 \| 前615年 \| 前614年 \| 前613年 \| 前612年                                                   |
| 纪年： | 周顷王二年 魯文公十年 齊昭公十六年 晉靈公四年 秦康公四年 宋昭公三年 楚穆王九年 衛成公十八年 陳共公十五年 蔡庄侯二十九年 曹文公元年 郑穆公十一年 燕桓公元年 杞桓公二十年 |

## 大事記
- 晉國攻打秦國，陷少梁（今陝西韓城）。
- 秦國攻打晉國，陷北徵（今陝西澄城）。
- 楚穆王商臣與陳國、鄭國，在息邑（故息國，今河南息縣）会盟。又與蔡國会盟，進屯厥貉（今河南項城），將攻宋國。宋国请和。麇國君主从厥貉逃回。

## 逝世
- 安古斯·馬奇路斯，羅馬王政時期第四位君主。
- 臧文仲，春秋鲁国大夫。